# エウウォラン王の航海
『エウウォラン王の航海』（エウウォランおうのこうかい、原題：英: The Voyage of King Euvoran）は、アメリカ合衆国のホラー小説家クラーク・アシュトン・スミスによる短編小説。1933年の私家版『二重の影その他の幻想』に掲載された。
ゾティークシリーズの一編。「失った鳥を求める波瀾の航海を描く滑稽譚」
最初は『ウィアード・テイルズ』に持ち込まれたが、長すぎるという理由でファーンズワース・ライト編集長が掲載を見合わせたことで、スミスが自費出版した大判30ページの本への掲載が初出となった。この本はWT誌に広告が掲載されている。のち、編集長がドーラシイ・マクルレイスに変わった後、1947年9月号に『ガゾルバの探索』（原題：英: Quest of the Gazolba）として短縮版が掲載された。これによってゾティークの小説16編は全てWT誌に掲載されている。

## あらすじ
ウスタイムの王の冠は、ガゾルバ鳥の剥製をはじめとする、ことごとく稀少な素材で造られていた。この王冠を戴く9代目の王エウウォランの、治世3年目のある日、王の裁判に降霊術師を名乗る浮浪者が連れてこられる。ウスタイム国の法では降霊術は死罪であり、男はすぐさま拷問台に拘束される。だが彼はいともたやすく縛めを破り、奇怪な呪文を発すると、剥製のガゾルバ鳥が飛び立ち、鉤爪で王冠を掴んだまま、いずこかへと飛び去る。皆の混乱をよそに、降霊術師は姿を消す。各地からは、きらびやかなガゾルバ鳥の目撃情報が相次いだ。
王冠が喪失したことは、王権が地に落ち、神々と人間の法が覆されたに等しい。困り果てた王はゲオル神の神殿に足を運び、平伏して託宣を懇願すると、神の声が「東方の暁の多島海に赴いてガゾルバを探せ」「王よ汝は、みずからの手で鳥を屠るであろう」と告げる。王は自慢の艦隊の艦長たちを招集させ、東への長旅の準備を行うように指示し、用意が揃うと旗艦に乗り込む。艦隊は規模15隻、いずれも堂々たるガレー船で、漕ぎ手と船員は屈強な黒人、兵士は獰猛なクシュラク傭兵たち。側女、道化、近習なども同乗させ、酒や食料もたっぷりと積まれる。
東への船旅は順調に進み、出航から二週間後にはソタル島のロイテに寄港する。鳥の目撃情報を集めたところ、山岳地帯に住む妖術師イッフィボスが引き寄せて閉じ込めているという噂を聞く。兵士たちを連れた陸旅は、吸血虫に悩まされるものであり、ようやくイッフィボスとの面会を果たすも、その鳥は鮮やかな羽を持つソタル種の禿鷲にすぎなかった。
次のトスクの島に住む人種は、人間というよりは類人猿や狐猿に近く、人語すら通じない。続いて、住民の大半が食人族であるユマトトの、七つの環礁に到達する。ウスタイム発の通常の航海であれば、ユマトトが限界であるが、艦隊はさらにその先の、イロズィア海に入り込み、噂のみに聞く伝説上の岸や島を訪れるようになる。体験した脅威は数えきれないほどあったが、しかしガゾルバ鳥の羽一つ見つからない。
ある島にたどり着き、翌朝に上陸しようと投錨して停泊するも、夜になると、島の洞窟から「飛行する吸血生物」の群れが飛来する。王も奮戦し、なんとか持ちこたえたものの、夜が明けてそいつらが帰還したときには、艦隊は甚大な被害を被っていた。15隻のうち7隻が沈没し、残った船も血と汚物にまみれ、船員・漕ぎ手・兵士の大半は血を吸われて死ぬか衰弱していた。再び夜が来る前に迅速に島を離れ、次の珊瑚島でようやく船を停めて修復する。このような惨事に見舞われたにもかかわらず、王の決意は動じない。
航海に出て六月目、あらゆる鳥が生息する島にたどり着く。王はこの島にガゾルバを追い詰められる最適な環境がありそうと考え、狩りの支度をすると、数名の部下を伴い小舟で上陸する。だが巨大な鳥が、王をひっつかんで塔へと連れて行く。そして人語を話す鳥が、鳥の聖地オルナウァを荒らした人間を裁くと言ってくる。申し開きを問われた王は「飛び去った王冠とガゾルバ鳥を探しに来た」「吾は鳥に頭をさげはせぬ」と答えたところ、鳥の君主はエウウォランの目的に激怒する。王は「人籠」に閉じ込められ、剥製刑を宣告される。兵たちは王を救おうと鳥の城に攻め込むも、陥落できなかった。しかし短剣を隠し持っていた王は、衛兵の鳥を殺して皮を剥ぎ、かぶって脱走を果たす。
艦隊は大嵐に遭遇し、王の旗艦一隻だけが残り、それすら難破して沈没し、エウウォラン王だけが生き延びて岸に打ち上げられる。ふと目を開けた王は、空にガゾルバ鳥が待っているのを見て飛び起き、鳥を追って岩山の谷へと向かう。そこには、ガゾルバ鳥の華麗な羽をつけた鳥が数えきれないほどおり、どれが失った王冠の鳥なのかすらわからなかった。この世で唯一無二という触れ込みに対して、この数はあまりにも理解を超えていた。200年前に最後の一羽を狩ったものであるという証言は詐欺だったのかと、王は憤怒し混乱するも、思考を切り替えて、要するに一羽捕らえれば王権の象徴になり旅も犠牲も正当化できると判断し、なんとか投石で一羽仕留める。
そして落下した鳥を取りに行ったとき、そこには一人の男がいた。彼はぼろぼろの衣服をまとい、弓を持ち、二羽のガゾルバ鳥を殺して肩にかけ、頭には帽子のかわりにガゾルバの羽のついた皮をかぶっていた。王は驚きと怒りをこめて「下賤の農奴よ、ウスタイムの王にとって神聖な鳥をよくも殺したな。その鳥を頭に戴けるのは王だけであると知るがよい。吾、エウウォランは、汝のおこないの申し開きを求める」と声高に告げる。男は目を丸くし、ナズ・オッバマルという名を名乗ると、自分は難破して漂着した船長であり、この島には植物と実のほかには栄養になるものがなく、ガゾルバ鳥を捕らえて食っていると説明する。羽は単なる帽子であり、島には二人しかいないのだから王も法もない。ナズ・オッバマルは、自分には料理スキルがあると言い、エウウォランが殺した鳥を調理して一緒に食事にしようと誘う。
冷静になったエウウォランは、ゲオル神の「王よ汝は、みずからの手でガゾルバ鳥を屠るであろう」という託宣が皮肉なものであったと納得し、もはや国に帰ることもない己の命運を受け入れる。2人は打ち解け、たがいの冒険譚を語り合う。この島では、ガゾルバ鳥はありふれた食料にすぎず、やや痩せこけて臭いがきついものであったが、餓えていたのでまずいとは思わなかった。そして別の種の鳥はごく稀な御馳走であり、それらの鳥はおそらく彼らの故国ではありふれた鳥だったのだろう。エウウォランも相棒のように、ガゾルバ鳥の皮と骨でかぶりものを造って身に着け、それらが元王と元船乗りの死ぬまでの装いとなった。

## 主な登場人物・用語
- エウウォラン王 - ウスタイム国の、特製の王冠を戴く9代目の王。裁判王。治世3年目。
- ガゾルバ鳥 - 絶滅種。200年前に最後の一羽が狩られ、剥製となり、ウスタイム王の冠に飾られる。
- 降霊術師 - 罪人として捕らえられた男。王冠のガゾルバを蘇生させ、飛び去らせる。
- ゲオル - 大地の神。首都アラモアムの主神。エウウォランに託宣を授ける。
- イッフィボス - ソタルの渓谷に住む妖術師。
- 吸血の飛行生物 - 名もなき島の洞窟に潜み、夜になると群れで現れる。
- 鳥の支配者 - オルナウァ島の君主。あらゆる鳥たちの王であり、人語を話す。人間や獣など、鳥族の敵を剥製に処す。
- ナズ・オッバマル船長 - 南西ウットロイ出身の船長。9年前に難破して島に漂流した。
- 王冠 - ウスタイム王権の象徴。隕石から採取した黄金に、無二の宝石が13個も飾られ、冠の上部には絶滅種であるガゾルバ鳥の、最後の一羽の剥製がそそり立つ。

## 地理
- ウスタイム国 - 首都はアラモアム。
- キュントロム - 南の島。王冠の材料に用いられた隕石はこの地に墜落したもの。
- ソタル - ゾティークの東方。主港はロイテ。彼方の島で、ガゾルバ鳥の最後の一羽が狩られた。
- 名もなき島 - 海岸の洞窟に、吸血の飛行生物が無数に棲息する。
- オルナウァ - 鳥たちの聖地たる島。人語を話す鳥によって統治されている。
- 最後の島 - 無人島。ガゾルバ鳥が無数に棲息する。

## 収録
- 『ゾティーク幻妖怪異譚』創元推理文庫、大瀧啓裕訳

## 関連作品
- 墓の落とし子 - ウスタイムの人物が登場する。